# Saint-Martin-Laguépie
Saint-Martin-Laguépie – miejscowość i gmina we Francji, w regionie Oksytania, w departamencie Tarn. Przez gminę przepływa rzeka Aveyron, w miejscu, w którym uchodzi do niej Viaur. 
Według danych na rok 1990 gminę zamieszkiwały 412 osoby, a gęstość zaludnienia wynosiła 19 osób/km² (wśród 3020 gmin regionu Midi-Pireneje Saint-Martin-Laguépie plasuje się na 665. miejscu pod względem liczby ludności, natomiast pod względem powierzchni na miejscu 509.).